# Eva Gabrielsson
Eva Gabrielsson (Lövånger, 17 november 1953) is een Zweeds politieke activiste, architect, schrijfster en - evenals haar overleden partner Stieg Larsson - feministe.

## Haar leven met Stieg Larsson
Gabrielsson en Larsson leefden 30 jaar samen. Ze deelden hun linkse politieke opvattingen en hun weerzin tegen het weer opkomende nazisme in Zweden. Omdat ze niet getrouwd waren en er geen geldig testament was, ontstond er na het plotselinge overlijden van Larsson een smerig gevecht om de erfenis. Aan de ene kant stond Gabrielsson, die vooral het intellectuele eigendom van Larsson en zijn werk wilde beschermen. Hiertoe is het eventuele vierde deel van de Millennium-serie opgeslagen op een computer van het blad Expo, waardoor het journalistieke bescherming geniet. De vader van Larsson, Erland en zijn zoon Joakim, genieten nu van alle baten van het gigantische miljoenensucces dat Larsson niet heeft mogen meemaken. Gabrielsson heeft als compensatie zowel een huwelijk als een bedrag van circa 3 miljoen euro aangeboden gekregen.

## Voetnoot
1. ↑  SupportEva website
2. ↑  Bizar! Uit There Are Things I Want You to Know" About Stieg Larsson and Me. Nederlandse titel: Millennium, Stieg en ik, ISBN 978 90 445 1880 1

- Bibsys: 11014850
- Bibliothèque nationale de France: cb162616710 (data)
- Catàleg d'autoritats de noms i títols de Catalunya: 981058524018106706
- Gemeinsame Normdatei: 1025063732
- International Standard Name Identifier: 0000 0001 1945 7105
- Library of Congress Control Number: n2011029176
- Bibliotheek van het Japanse parlement: 001095383
- Nationale Bibliotheek van Tsjechië: xx0144171
- Nationale Bibliotheek van Israël: 987007342826205171
- Nederlandse Thesaurus van Auteursnamen: 331664380
- Istituto Centrale per il Catalogo Unico: ANAV209462
- LIBRIS: 351756
- Système universitaire de documentation: 149640927
- Virtual International Authority File: 167946771
- WorldCat: E39PBJqFJ9V3k4vjD6y6mFCG73